# أوسمار فيريرا جونيور
أوسمار فيريرا جونيور هو لاعب كرة قدم برازيلي في مركز الهجوم، ولد في 21 مارس 1987 في ساو غونسالو في البرازيل. لعب مع إنتر زابرشيتش ودينامو زغرب ونادي أمريكا ونادي فلومينينسي.